# 자문사
자문사(諮問社), 또는 컨설팅 펌(consulting firm)은 서비스 영역에 따라 전략, Operation, IT 컨설팅으로 구분되며 서비스 제공 지역에 따라 local, global consulting firm으로 구분된다. 컨설팅펌 및 제공 서비스 영역은 국내에 진출한 회사를 중심으로 기술한다.

## 전략 컨설팅펌

### TOP-TIER GLOBAL FIRM
소위 MBB가 글로벌 선두권 전략펌을 구성한다. MBB는 Mckinsey, BCG, Bain&Company를 일컫는다.

### SECOND-TIER GLOBAL FIRM
L.E.K Consulting, A.T Kerney, 올리브와이먼 등이 시장을 주도하고 있다.

### 기타 부티크 전략펌
부티크 전략펌은 대략 10~15명 정도로 구성된 전략펌을 칭하기도 한다. 여기에 해당하는 전략펌은 C.V.A, 로랜드버거, ADL등이 있다.

### 대한민국의 전략펌
사모펀드(Private Equity Fund)와 프로젝트를 많이 하는 룩센트(Looxent), BCG 출신으로 구성된 T-Plus컨설팅, 네모파트너스에스씨지, Quantum & Partners 등이 있다.

## 오퍼레이션 컨설팅펌

### 글로벌 컨설팅사 GLOBAL FIRM
글로벌 Top 4 회계법인 계열 컨설팅사가 시장을 독식하고 있다. 대표적으로 PWC, Deloitte, KPMG, E&Y 등이 선두권을 이루고 있다.

### 대한민국의 컨설팅펌
2010년 초반에는 대한민국 내 오퍼레이션 컨설팅펌이 나름 활성화되었으나 컨설턴트 지원자의 급감 등으로 인해 글로벌 컨설팅펌에서 로컬 인력 등을 스카우트해가는 경우가 빈번해짐에 따라 제한적 성장세를 보이고 있다.

## IT 컨설팅펌

### 대기업 계열
대한민국에는 글로벌 IT 컨설팅사가 약세인 시장이다. IBM 등이 있기는 하나 대기업 계열 대비 매출 규모는 상세적으로 열세이며, 이또한 지속 하락 중이다. 대기업 계열은 매출 규모 순으로 삼성SDS, LGCNS, SKC&C, 롯데정보통신 등이 있다. 주된 고객은 그룹사 즉 Captive Market이다. 최근에는 공정거래법 등의 이슈 등으로 인해 대외 시장을 다시 공략 중이다. 특히 SDS가 과거 포기했던 금융 등의 시장에 재진입하고 있다.

## Global Solution 컨설팅펌

### ERP
SAP가 대기업 시장에서 압도적 시장을 점유하고 있고, 점차 중견 시장까지 확대하고 있다.
최근에는 HR 영역에서 강점을 보이던 Workday가 성장 중이다.

### CRM
대기업을 타겟으로 On-Premise방식은 SAP의 Sieble등이 있고, 클라우드방식은 세일즈포스닷컴이 강자이다.

### RPA
오토메이션에니웨어, 유아이패스, 블루프리즘 등이 3강 체계를 이루고 있고, 그 뒤를 소프토모티브 등이 추적 중이다. 국내 업체론 t삼성 SDS의 Brity RPA,체크메이트, 그리드원 등이 있다.
각 솔루션별 차이는 있으나 소프토모티브는 RDA에서 출발하여 RPA로 진화하고 있으며, 유아이패스는 RPA에서 RDA로 확장 중이다.
2020년 5월 Microsoft가 softomotive를 인수함에 따라 지각 변동이 예상된다. 기존softomotive명이 power automate로 변경되었다.  최근 POSCO ICT가 자체 솔루션인 a.works를 출시 중이며, 삼성SDS는 'Brity Works'를 출시하였다.

### low/no code
medix,microsoft,servicenow, salesforce 등이 4강 체계를 이루고 있다.

### Commerce
On-Premise 영역에서는 SAP의 하이브리스(Hybris)가 국내에 많은 사례를 보유하고 있다. 클라우드 방식에는 Demandware 등이 있다. 디멘드웨어는
화장품, 스포츠웨어 브랜드 및 명품 브랜드에서 상대적 강자이다.

## Vertical 컨설팅펌

### MES
대기업계열로는 미라콤 등이 있으며, 비즈니스인사이트가 다양한 반도체사 프로젝트 경험을 바탕으로 시장에서 선전하고 있다.

### CRM
전통적인 CRM을 추구하는 회사는 DNI Consulting, CMI 등이 있으며 멤버십, 콜센터 서비스를 동시에 제공하는 회사 등이 주를 이루고 있다.

### 데이터 분석 회사
제조사 특히 반도체사의 데이터 분석에는 비스텔, 베가스가 차별적 역량을 보유하고 있으며 유통사, 온라인 분석의 ZTC, BAKorea 등이 있다. 또한 온라인 비정형 데이터 분석에서는 아크릴 등이 역량을 보유하고 있다. 금융권의 신용평가 모델 및 신용 리스크 등을 집중 수행하는 데이타솔루션(구 SPSS) 등이 있다. 나머지 회사는 2~5명 정도의 소규모 회사가 다수 포진해있다.

### RPA 개발 회사
대부분의 시스템 개발 회사에서 RPA 구축 등을 수행하고 있다.
구축 회사는 솔루션별로 구분된다. 대기업 계열외 전문 회사는 오토메이션애니웨어는 파워젠, 에코정보기술, 레인보우브레인, fdx 등이 있으며
유아이패스의 경우 한국스코어링,타임게이트, 아주QMS 등이 있다.
Power automate의 경우 dex 컨설팅, 메타넷,롯데정보통신 등이 있다.

### low/no code 개발 회사
구축 회사는 솔루션별로 구분된다. microsoft powerapps의 대표적 회사는 dex 컨설팅이며, 세일즈포스의 경우 digifomer 등이 있다.

### 신사업 전략 및 실행
신사업 전략 및 비즈니스 모델 분석 등은 대부분의 컨설팅 회사에서 기본적으로 제공되는 서비스이다. 그러나 신사업을 성과 공유 계약을 통해서
실제로 사업 이행까지 E2E로 책임지고 신사업을 대행해주는 서비스가 나타나고 있다.

## 클라우드/오픈소스 컨설팅펌

### 클라우드
퍼블릭 클라우드 업체로는 메가존, 베스핀글로벌이 선두 그룹을 유지하며 영우디지털, 오픈소스컨설팅 등이 서비스 제공 중이다.

### 오픈소스
오픈소스컨설팅이 대기업 위주로 서비스 제공 중이며, 누리꿈솔루션 등도 자체 인력을 통해 서비스 제공 중이다.

## 같이 보기
- 지식경제
- 비정규직